# Verone Chambers
Verone Chambers (* 16. Dezember 1988) ist eine ehemalige jamaikanische Sprinterin, die sich auf den 400-Meter-Lauf spezialisiert hat. Ihren größten Erfolg feierte sie mit dem Gewinn der Silbermedaille mit der jamaikanischen 4-mal-400-Meter-Staffel bei den Hallenweltmeisterschaften 2014 sowie bei den Panamerikanischen Spielen 2015.

## Sportliche Laufbahn
Erste internationale Erfahrungen sammelte Verone Chambers im Jahr 2010, als sie bei den U23-NACAC-Meisterschaften in Miramar in 54,54 s den fünften Platz im 400-Meter-Lauf belegte und mit der jamaikanischen 4-mal-400-Meter-Staffel in 3:38,05 min die Silbermedaille hinter dem den Vereinigten Staaten gewann. 2014 startete sie mit der Staffel bei den Hallenweltmeisterschaften in Sopot und verhalf dort dem Team zum Finaleinzug und trug damit zum Gewinn der Silbermedaille bei. Im Jahr darauf gewann sie bei den Panamerikanischen Spielen in Toronto in 3:27,27 min gemeinsam mit Anastasia Le-Roy, Chrisann Gordon und Bobby-Gaye Wilkins die Silbermedaille hinter den Vereinigten Staaten und kurz darauf sicherte sie sich auch bei den NACAC-Meisterschaften in San José in 3:"8,65 min gemeinsam mit Sonikqua Walker, Jonique Day und Bobby-Gaye Wilkins die Silbermedaille hinter den USA. Bei den IAAF World Relays 2017 in Nassau wurde sie in 3:28,49 min Dritte in der 4-mal-400-Meter-Staffel. 

## Persönliche Bestzeiten
- 400 Meter: 51,70 s, 8. April 2017 in Kingston
  - 400 Meter (Halle): 53,49 s, 14. Februar 2017 in Ostrava